# Spiegelberg
Spiegelberg är en kommun och ort i Rems-Murr-Kreis i regionen Stuttgart i Regierungsbezirk Stuttgart i förbundslandet Baden-Württemberg i Tyskland.
Kommunen ingår i kommunalförbundet Sulzbach tillsammans med kommunerna Großerlach och  Sulzbach an der Murr.